# Song Pe
Song Pe là một xã thuộc huyện Bắc Yên, tỉnh Sơn La, Việt Nam.
Xã có diện tích 84,14 km², dân số năm 1999 là 3.922 người, mật độ dân số đạt 47 người/km².
Song Pe có 10 bản và 5 dân tộc : dân tộc Mường chiếm 74,5% DS; dân tộc Dao chiếm 13% DS; dân tộc Mông chiếm 9,9% DS; dân tộc Kinh chiếm 1,4 % DS; dân tộc Thái chiếm 1,2 % DS. Xã phân chia thành 2 vùng: năm bản vùng cao và năm bản vùng thấp. Về danh giới hành chính giáp với các xã như sau: Phía Đông giáp Thị Trấn Bắc Yên, xã Hồng Ngài; phía Tây giáp xã Tạ Khoa; phía Nam giáp xã Chiềng Sại, xã Đá Đỏ huyện Phù Yên; phía Bắc giáp xã Chim Vàn, xã Phiêng Ban.